# Pauridiantha multiflora
Pauridiantha multiflora är en måreväxtart som beskrevs av Karl Moritz Schumann. Pauridiantha multiflora ingår i släktet Pauridiantha och familjen måreväxter.
Artens utbredningsområde är Kamerun. Inga underarter finns listade i Catalogue of Life.